# Degradação de polímeros

Produção global de plástico por tipo de polímero em 2015: PP: polipropileno, PE: polietileno, PVC: Policloreto de vinila, PS: Poliestireno, PET: Politereftalato de etileno.

A degradação de polímeros é uma reação química que causa alterações irreversíveis nas propriedades de compostos poliméricos. Os polímeros estão sujeitos à degradação em todas as fases do ciclo de vida do produto, que inclui o processamento inicial, uso, descarte no meio ambiente e reciclagem. A taxa de degradação pode variar significativamente, podendo levar décadas, como a biodegradação, até horas, como em alguns processos industriais. 
Em geral, a ação do calor, da luz, do ar e da água estão entre os fatores que mais implicam na degradação dos polímeros plásticos. Entre as principais alterações químicas estão a oxidação e cisão da cadeia, que leva a uma redução no peso molecular e no grau de polimerização. Essas mudanças afetam propriedades físicas como resistência, maleabilidade, índice de fluidez, aparência e cor. Essas mudanças nas propriedades são muitas vezes denominadas "envelhecimento".
Ao longo do tempo, diversas tecnologias foram sendo desenvolvidas para inibir ou promover a degradação. Entre elas estão os aditivos estabilizantes, que prolongam a vida útil dos plásticos e facilitam sua reciclagem, e os aditivos biodegradantes, que aceleram a degradação de resíduos plásticos, melhorando sua biodegradabilidade.

## Tipos de reação de degradação
A degradação dos polímeros pode ser abordada pelos tipos de reação que ocorrem durante a degradação. Qualquer que seja o tipo de degradação, a primeira etapa sempre está relacionada ao rompimento de uma ligação covalente. Esse rompimento é ocasionado por algum fornecimento de energia, que pode se dar pela ação da luz (fotólise), da água (hidrólise), fornecimento de calor (termólise), tensões mecânicas (mecanólise), ataques químicos ou biológicos, etc. A ruptura das ligações leva a formação de radicais livres, que são espécies químicas reativas que propagam a degradação.

### Degradação com cisão de cadeias
Nas cadeias poliméricas podem ocorrer dois tipos de cisão homolítica, na cadeia principal da molécula ou em cadeias laterais. Quando a ruptura da ligação ocorre na cadeia principal, são formados dois macroradicais alquila (CnH2n+1), que podem se recombinar ou difundir na massa polimérica. Nesse caso, há uma redução acentuada na massa molar média do polímero. Se o rompimento ocorrer em um grupo lateral ou substituinte, é formado um macroradical alquila e um radical de baixa massa molecular. Quando os radicais livres se formam, a reação radicalar  pode se propagar ou pode haver uma recombinação intra ou intermolecular. A recombinação intramolecular, também conhecida como ciclização, dá origem a uma cadeia fechada. No caso da recombinação intermolecular, ocorre a reticulação da cadeia, com aumento significativo da massa molar. Além da reticulação, outro mecanismo possível de propagação da reação é a cisão β, na qual ocorre uma cisão na cadeia e formação de uma insaturação terminal, com eliminação de um novo radical de baixa massa molar.

### Degradação sem cisão de cadeias
Esse tipo de reação é caracterizado por uma quebra de ligação da cadeia principal com um substituinte seguida de uma quebra de ligação C–H e formação de uma insaturação. É uma reação de eliminação. Embora esse processo não altere a massa molar média dos polímeros, ele interfere fortemente nas propriedades físico-químicas. A reação é autocatalítica e se propaga formando uma sequência de ligações duplas conjugadas. É comum o material mudar a cor durante esse processo.

### Auto-oxidação

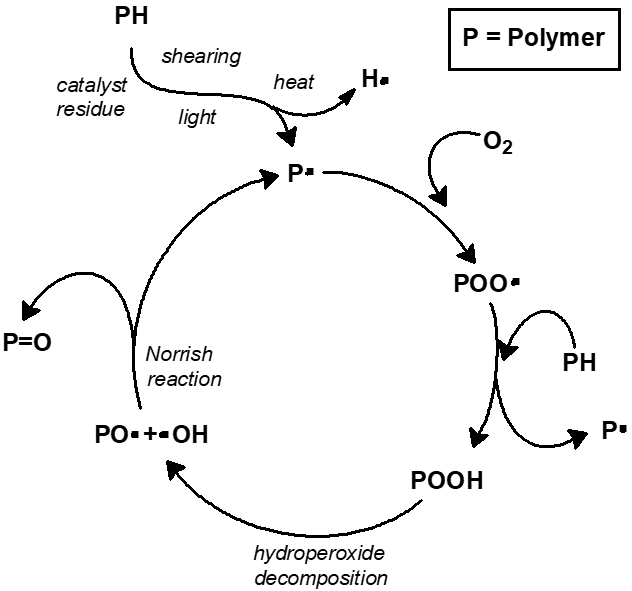
Mecanismo cíclico da auto-oxidação

É uma reação em cadeia que ocorre na presença de oxigênio. A reação é auto-catalítica, isto é, durante o processo são gerados produtos intermediários que catalisam a reação, e se divide em três etapas: iniciação, propagação e terminação. A iniciação pode se originar a partir de defeitos ou contaminantes na cadeia. O radical alquila formado após uma cisão homolítica reage com o oxigênio e forma o radical peroxila. Na propagação, o radical peroxila reage com outra cadeia ou segmento da mesma cadeia, tomando um hidrogênio e formando um hidroperóxido e um novo macroradical alquila. A ligação O–O do hidroperóxido é fraca e se decompõe facilmente por termólise em temperatura ambiente, formando novos radicais, que reagem com outras cadeias. O ciclo é interrompido na terminação, quando os radicais livres se recombinam, ou quando dois radicais peróxila reagem com a água, formando um álcool e um hidroperóxido.
Iniciação

{\displaystyle {\ce {P->P\bullet +\ P\bullet }}} (formação de dois radicais alquila após cisão homolítica da cadeia polimérica)
Propagação
{\displaystyle {\ce {P\bullet +\ O2->POO\bullet }}} (reação com o oxigênio e formação do radical peroxila)
{\displaystyle {\ce {POO\bullet +\ PH->{POOH}+\ P\bullet }}} (formação do hidroperóxido e um novo macroradical alquila)
{\displaystyle {\ce {POOH->PO\bullet +\ OH\bullet }}} (ruptura homolítica do hidroperóxido, gerando um radical alcoxila e um radical hidroxila)
{\displaystyle {\ce {{PH}+OH\bullet ->P\bullet +\ H2O}}} (abstração de um hidrogênio pela hidroxila, gerando um novo macroradical alquila e água)
{\displaystyle {\ce {{PH}+PO\bullet ->P\bullet +\ POH}}} (abstração de um hidrogênio pela alcoxila, gerando um novo macroradical alquila e um grupo álcool)
Terminação
{\displaystyle {\ce {P\bullet +POO\bullet +\ H2O->POH\ +POOH}}} (reação de radicais com a água e formação de um grupo álcool terminal e um hidroperóxido)
{\displaystyle {\ce {P\bullet +\ P\bullet ->P}}} (combinação de radicais alquila e formação de compostos não radicalares)

## Degradação durante o processamento
Polímeros termoplásticos normalmente são aquecidos até se fundirem durante seu processamento, com temperaturas que variam entre 150°C e 320°C, a depender do polímero. Os polímeros oxidam sob essas condições, porém mesmo na ausência de ar, essas temperaturas são suficientes para causar a degradação térmica. O polímero fundido também sofre uma tensão de cisalhamento significativa durante a extrusão e moldagem, o que pode ser suficiente para romper as cadeias de polímero. Ao contrário de muitas outras formas de degradação, os efeitos do processamento por fusão degradam todo o volume do polímero, em vez de degradar apenas as camadas mais superficiais. Essa degradação introduz pontos químicos no polímero que formam locais de iniciação de novas degradações durante a vida útil do objeto.

### Oxidação térmica
Embora os níveis de oxigênio dentro dos equipamentos de processamento geralmente sejam baixos, a oxidação térmica geralmente ocorre mais rapidamente do que a degradação exclusivamente térmica (ou seja, sem a presenção de oxigênio). As reações seguem o mecanismo de auto-oxidação, levando à formação de peróxidos orgânicos e carbonilas. A adição de antioxidantes pode inibir tais processos.

### Degradação térmica
O aquecimento de polímeros a uma temperatura suficientemente alta pode causar alterações químicas prejudiciais, mesmo na ausência de oxigênio. Isso geralmente começa com a cisão da cadeia, que geraradicais livres que propagam a degradação. O PVC é um tipo de polímero termicamente sensível, com maior degradação ocorrendo a partir de ~250 °C (482 °F) em diante; outros polímeros se degradam em temperaturas mais altas.

### Degradação termo-mecânica
Polímeros fundidos são fluidos não newtonianos com altas viscosidades, e a interação entre sua degradação térmica e mecânica pode ser complexa. Em baixas temperaturas, o polímero fundido é mais viscoso e mais propenso à degradação mecânica pela tensão de cisalhamento. Em temperaturas mais altas, a viscosidade é reduzida, mas a degradação térmica é aumentada.
A degradação mecânica pode ser reduzida pela adição de lubrificantes, também chamados de auxiliares de processamento ou auxiliares de fluxo. Estes podem reduzir o atrito com o maquinário de processamento, e entre as cadeias de polímeros, resultando em uma diminuição da viscosidade do fundido.

## Degradação durante a aplicação

### Craqueamento induzido por cloro

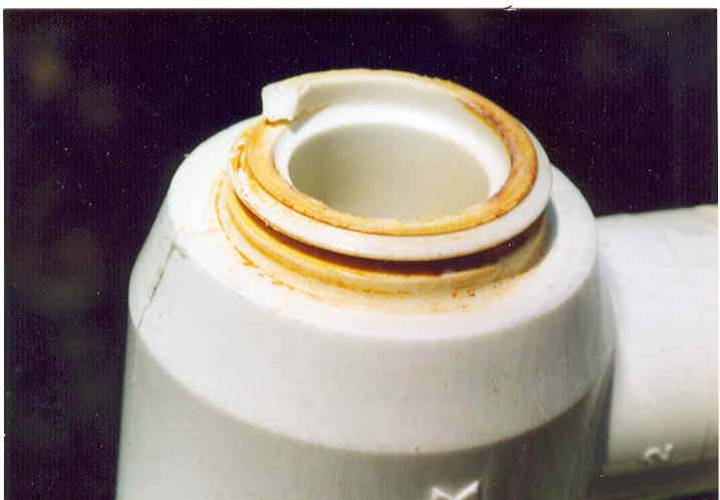
Ataque de cloro em uma junta de encanamento de resina de acetal

A água potável contém traços de cloro, que é adicionado para matar micróbios. O cloro pode atacar lentamente certos tipos de plástico, principalmente quando a água é aquecida. O polietileno, polibutileno e resina de acetal (polioximetileno), comuns em tubulações e conexões, são suscetíveis a esse tipo de ataque, que leva ao endurecimento da tubulação, o que pode deixá-la quebradiça e mais suscetível a falhas mecânicas.

### Eletrônicos
Os plásticos são amplamente utilizados na fabricação de componentes eletrônicos, como placas de circuito e cabos elétricos. As aplicações em circuitos eletrônicos expões s plásticos a uma combinação de ataque térmico, químico e eletroquímico. Muitos itens elétricos como transformadores, microprocessadores ou cabos de alta tensão operam em temperaturas elevadas por anos, ou mesmo décadas, resultando em oxidação térmica de baixo nível, mas contínua. Isso pode ser intensificado pelo contato direto com metais, que podem promover a formação de radicais livres, por exemplo, pela ação de reações de Fenton sobre hidroperóxidos. Cargas de alta tensão também podem danificar materiais isolantes, como dielétricos, que se degradam por meio de árvores elétricas causadas por estresse prolongado do campo elétrico.

### Foto-oxidação
A foto-oxidação é a ação combinada da luz UV e do oxigênio e é o fator mais significativo no intemperismo dos plásticos. Embora muitos polímeros não absorvam a luz UV, eles geralmente contêm impurezas cromóforas como hidroperóxido e grupos carbonila introduzidos durante o processamento térmico, que o fazem. Estes atuam como fotoiniciadores para dar reações complexas em cadeia de radicais livres onde os mecanismos de auto-oxidação e fotodegradação se combinam. A foto-oxidação pode ser retida por estabilizadores de luz, como estabilizadores de luz de amina impedida.

### Hidrólise
Polímeros com um esqueleto todo de carbono, como poliolefinas, geralmente são resistentes à hidrólise. Polímeros de condensação como poliésteres, poliamidas, poliuretanos e policarbonatos podem ser degradados por hidrólise de seus grupos carbonila, para dar moléculas de menor peso molecular. Tais reações são extremamente lentas em temperatura ambiente, no entanto, continuam sendo uma fonte significativa de degradação para esses materiais, principalmente no ambiente marinho. O inchaço causado pela absorção de pequenas quantidades de água também pode causar rachaduras por estresse ambiental, o que acelera a degradação.

### Ozonólise de borrachas

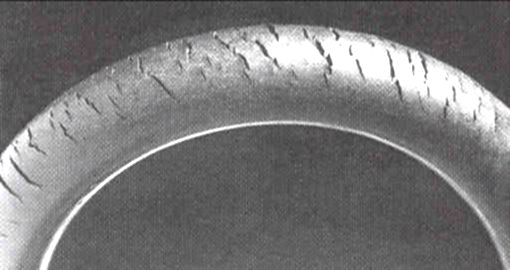
Quebra de ozônio em tubos de borracha natural

Os polímeros que não estão totalmente saturados, como é o caso da borracha, são vulneráveis ao ataque do ozônio. Este gás existe naturalmente na atmosfera, mas também é formado por óxidos de nitrogênio liberados em escapamento de veículos. Embora o ozônio esteja presente em concentrações muito baixas, ainda é suficiente para causar danos. Muitos elastômeros comuns (borrachas) são afetados, com borracha natural, polibutadieno, borracha de estireno-butadieno e NBR sendo os mais sensíveis à degradação. Quando a borracha não está tensionada, a reação de ozonólise resulta na cisão de ligações duplas na superfície da borracha. Quando está submetida a tensão, rachaduras são formadas na superfície e ocorre uma maior penetração do ozônio. Essas rachaduras são perigosas quando ocorrem em tubos de combustível porque elas crescerão das superfícies externas expostas até o orifício do tubo, podendo ocorrer vazamento de combustível e incêndio. O problema da quebra do ozônio pode ser evitado pela adição de antiozonantes.

### Degradação biológica
O grande atrativo da biodegradação é que, em teoria, o polímero será totalmente consumido no meio ambiente sem a necessidade de gerenciamento complexo de resíduos e que os produtos deste serão atóxicos. Os plásticos mais comuns se biodegradam muito lentamente, às vezes na medida em que são considerados não biodegradáveis. Como os polímeros são geralmente muito grandes para serem absorvidos por micróbios, a biodegradação inicialmente depende de enzimas extracelulares secretadas para reduzir os polímeros a comprimentos de cadeia gerenciáveis. Isso requer que os polímeros tenham grupos funcionais nus que as enzimas possam “reconhecer”, como grupos éster ou amida. Polímeros de cadeia longa com backbones totalmente de carbono, como poliolefinas, poliestireno e PVC, não se degradam apenas por ação biológica e devem primeiro ser oxidados para criar grupos químicos que as enzimas podem atacar.
A oxidação pode ser causada por processamento de fusão ou intemperismo no ambiente. A oxidação pode ser intencionalmente acelerada pela adição de aditivos biodegradáveis . Estes são adicionados ao polímero durante a composição para melhorar a biodegradação de plásticos muito resistentes. Da mesma forma, foram projetados plásticos biodegradáveis que são intrinsecamente biodegradáveis, desde que sejam tratados como adubo e não apenas deixados em um aterro onde a degradação é muito difícil devido à falta de oxigênio e umidade.

## Degradação durante a reciclagem

### Despolimerização térmica e pirólise
Certos polímeros como PTFE, poliestireno e PMMA sofrem despolimerização para dar origem a seus monômeros de partida, enquanto outros como polietileno sofrem pirólise, com cisão aleatória da cadeia, resultando numa mistura de produtos voláteis. Quando os monômeros são obtidos, eles podem ser convertidos novamente em um novo plástico, enquanto os produtos de pirólise são usados como um tipo de combustível sintético. Na prática, mesmo a despolimerização muito eficiente em monômeros tende a ver alguma pirólise competitiva. Polímeros termofixos também podem ser convertidos desta forma, por exemplo, na reciclagem de pneus.

### Despolimerização química
Polímeros de condensação com grupos cliváveis, como ésteres e amidas, também podem ser totalmente despolimerizados por hidrólise ou solvólise. Este pode ser um processo puramente químico, mas também pode ser promovido por enzimas. Essas tecnologias são menos desenvolvidas do que as de despolimerização térmica, mas têm potencial para custos de energia mais baixos. Até agora, o polietileno tereftalato tem sido o polímero mais estudado. Alternativamente, os resíduos de plástico podem ser convertidos em outros produtos químicos valiosos (não necessariamente monômeros) por ação microbiana.

## Formas de detecção

### Métodos térmicos
Os principais métodos térmicos empregados nas análise de degradação são a Termogravimetria e a Calorimetria Exploratória Diferencial (DSC). A Termogravimetria acompanha a variação da massa de uma amostra a partir da variação da temperatura ou do tempo com temperatura constante. Essa variação da massa pode ser um indicativo de estejam ocorrendo reações degradantes no material. A DSC determina a quantidade de calor absorvida ou liberada pelo material durante a variação da temperatura ou do tempo com temperatura constante, o que permite verificar se estão ocorrendo processos exotérmicos ou endotérmicos. Reações de degradação geralmente são exotérmicas.

### Métodos espectroscópicos

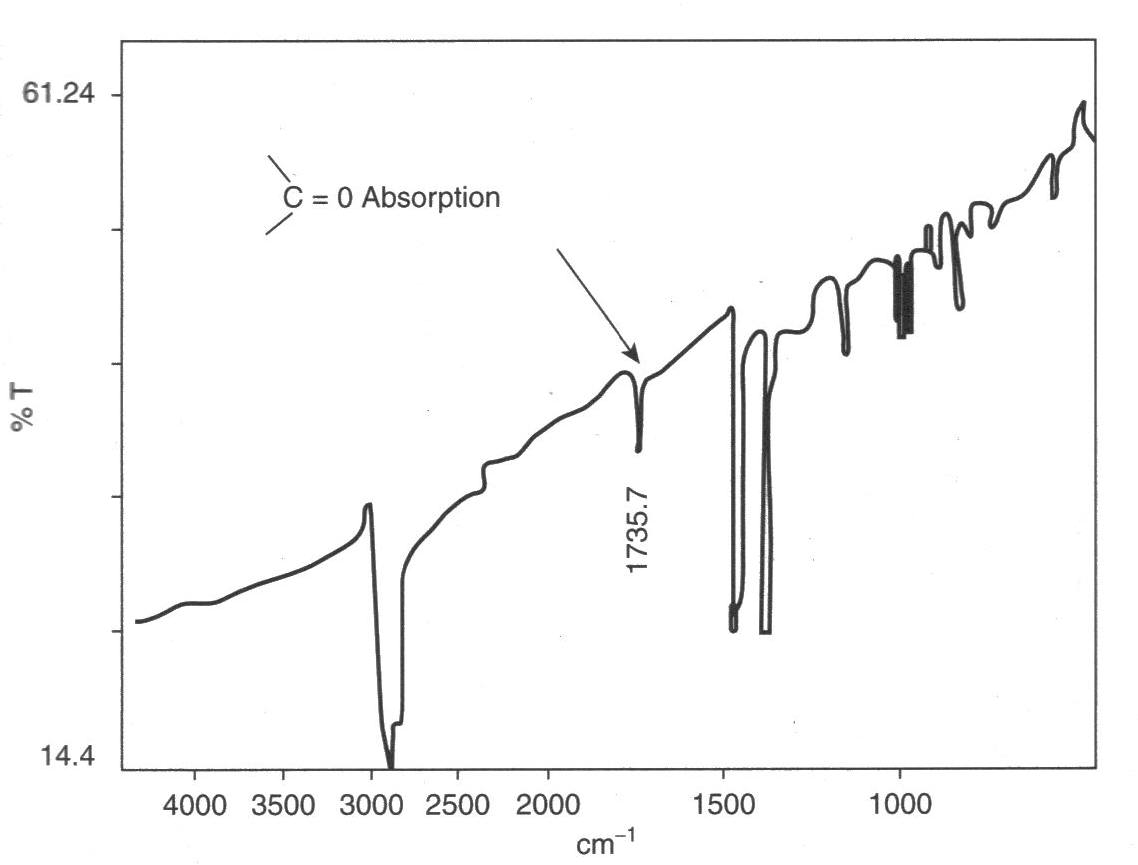
Espectro infravermelho mostrando absorção do grupo carbonila devido à degradação oxidativa do polipropileno.

A degradação pode ser detectada antes que rachaduras se tornem visíveis em um produto. Uma das formas de detecção é através da espectroscopia de infravermelho. Um indicador muito evidente em processos oxidativos de plásticos degradados é a formação de grupos carbonila, que são produtos intermediário formados nas rotas de oxidação de carbono. A identificação e quantificação dessas espécies através da espectroscopia do infravermelho é um método muito empregado devido à forte absorção de luz infravermelha pela ligação C=O.

### Acompanhamento pela variação da massa molar
A variação da massa molar de um polímero pode ser uma indicação da ocorrência de quebra de ligações na sua cadeia principal. O método mais sensível para determinar a distribuição de massa molar de um polímero é a Cromatografia por exclusão de tamanho (SEC), onde uma solução contendo o polímero é inserida em uma coluna com um gel poroso. A porosidade do gel tem dimensões que permitem que as cadeias poliméricas menores adentrem neles, deixando de fora as partículas maiores que estão contornando a partícula. Ao penetrarem nos poros, as partículas menores percorrem um trajeto maior que as cadeias maiores, atrasando-se em relação a elas. Ao final da coluna, é possível obter uma separação contínua de massas molares da amostra polimérica. Outro método mais simples e de baixo custo é a viscosimetria, onde se obtém informações sobre o tamanho e forma das macromoléculas através do tempo de escoamento de uma solução diluída do polímero em um tubo capilar de vidro.